# Egotrip
Egotrip foi uma banda brasileira de pop rock dos anos 80, formada no Rio de Janeiro por Arthur Maia. Fizeram grande sucesso em 1987 com as canções "Kamikaze" e "Viagem ao Fundo do Ego".

## História
O baixista Arthur Maia — que já havia trabalhado com veteranos da MPB como Gal Costa, Caetano Veloso, Roberto Carlos, Djavan e Milton Nascimento — fundou a Egotrip em 1985.
Seu álbum de estreia autointitulado foi lançado em 1987. A canção "Viagem ao Fundo do Ego" fez grande sucesso logo em seguida, ao ser incluída na trilha sonora da novela Mandala, da Rede Globo. Outro grande sucesso do grupo foi a música "Kamikaze", que chegou ao topo de várias rádios do Brasil na época.
No entanto, infelizmente a banda Egotrip não duraria muito: eles se separaram depois que o baterista Pedro Gil, filho de Gilberto Gil, morreu em um acidente de carro em janeiro de 1990.

## Integrantes
- Arthur Maia (baixo, voz, teclado);
- Nando Chagas (voz, guitarra, teclado);
- José Rubens (saxofone, teclado);
- Francisco Frias ("Bolinha") (guitarra, guitarra sintetizada, teclado, arranjos e programação de computadores)[2];
- Pedro Gil (bateria, teclado).

## Discografia
- Egotrip — 1987.